# レギュラス (レインボー級潜水艦)
レギュラス (HMS Regulus, N88) は、イギリス海軍の潜水艦。レインボー級（R級）潜水艦の1隻。
艦名はしし座の恒星レグルスに由来し、イギリス海軍においてこの名を持つ艦としては3代目。

## 艦歴
本艦は1928年度計画に基づき、極東配備を目的とした哨戒用航洋潜水艦として1929年2月28日にバロー＝イン＝ファーネスのヴィッカース・アームストロングに発注され、1929年7月17日起工、1930年6月11日進水し、1930年12月7日に初代艦長ハリー・パーシー・ケンドール・オラム少佐の指揮の下就役した。なお、姉妹艦「リージェント」「ローヴァー」も本艦と同日に進水している。
就役後は当初の計画通りに極東に配備され、中国艦隊第4潜水艦戦隊に所属した。

### 第二次世界大戦
第二次世界大戦勃発当初、まだ日本は参戦していなかったものの、極東のイギリス海軍も戦時哨戒を開始。「レギュラス」は艦長ジョン・マーストン・マネー中佐の指揮の下で1939年9月4日に香港を出航し、ルソン海峡東部に最初の戦時哨戒へ向かった。9月15日、哨戒を終え香港に帰投した。
香港沖で駆逐艦「スレイシアン」（後の第百一号哨戒艇）と演習後、10月2日に今度は日本沿岸部の哨戒へ出発。豊後水道を哨戒し10月21日香港へ帰還した。この時には、大日本帝国海軍の演習を偵察し、航空母艦「飛龍」と思われる新型空母を観測したとされる。
「スレイシアン」と再度演習後、11月2日に「レギュラス」は3回目の戦時哨戒に出発。再度日本沿岸へ向かい、本州南部の各地を偵察し、志布志湾、室戸沖のほか、紀淡海峡を通過して大阪湾に潜入し写真偵察を行ったとみられる。11月25日、香港へ帰投した。
香港で演習後、12月13日に4回目の戦時哨戒へ出発。ソ連のウラジオストク沖を偵察後、年が明けた1940年1月4日に香港へ帰還した。1月23日、演習中に「レギュラス」はジャンク船と衝突事故を起こしたが、「レギュラス」に損傷はなくジャンク船も軽微な損害に留まった。
香港で複数の演習に従事した後、3月4日にフランス領インドシナのサイゴンへ機関の長距離航行試験に出発。3月9日サイゴンへ到着し、3月11日に出航、3月15日香港へ戻った。その後、「レギュラス」は地中海艦隊へ移されることになり、1940年6月26日に香港を出発、シンガポール、コロンボ、アデンを経由してスエズ運河を通過、7月30日にアレクサンドリアへ到着した。

### 地中海
7月31日に艦長がフレデリック・バジル・カリー少佐に交代し、新艦長の下で8月30日にアレクサンドリアを出撃。リビアのベンガジ沖へ地中海では初となる5回目の戦時哨戒へ向かった。9月17日、「レギュラス」はベンガジからトリポリへ向け航行中のイタリア海軍駆逐艦「トゥルビネ」と遭遇、爆雷攻撃を受け軽微な損傷を負ったが逃れることができた。9月25日にはエジプトのエル・アラメイン北方海上で正体不明の艦に対し魚雷4本を発射。実はこの艦の正体は友軍であるオーストラリア海軍軽巡洋艦「シドニー」であったが、幸い命中しなかった。9月26日、「レギュラス」はアレクサンドリアへ帰投した。
10月11日、「レギュラス」は地中海中部とシルテ湾へ6回目の戦時哨戒に出撃、この哨戒では特段何も起こらないまま11月2日アレクサンドリアへ帰還した。

### 最期
1940年11月18日、「レギュラス」はターラント湾へ向け7回目の戦時哨戒に出撃した。11月23日、アドリア海南部とオトラント海峡の哨戒を命じられた後で「レギュラス」は消息不明となった。
11月30日、ブリンディジに向かっていた商船3隻と護衛の仮装巡洋艦1隻からなるイタリア船団がオトラント海峡付近を通過したが、その際に船団の商船「ヴェローチェ」が触雷と思われる爆発音を報告した。確証はないものの、一般にはこの時「レギュラス」は機雷に触れて沈没したのだろうと推測されている。12月6日、「レギュラス」は喪失と認定され除籍された。
本艦の喪失後、1943年9月に進水したアルジェリン級掃海艇の1隻がレギュラスと命名されたが、こちらもコルフ海峡で1945年1月触雷沈没している。